# Chiesa di Ylikiiminki
La chiesa di Ylikiiminki (Ylikiiminki kirkko in finlandese) è una chiesa luterana evangelica situata nell'ex comune di Ylikiiminki, oggi Oulu. Fa parte della diocesi di Oulu.

## Storia
Non si hanno molte notizie sulla costruzione della chiesa: il lavoro è stato svolto dai parrocchiani per conto proprio e la maggior parte del costo della costruzione è stato pagato con i fondi raccolti dagli stessi cappellani. La chiesa è stata completata nel 1785. Il reverendo C.H. Ståhle ispezionò la chiesa nel 1788 e constatò che poteva essere inaugurata l'estate seguente. In alcuni documenti del 1800 è risultato che il capomastro era Jacob Rijf.
Accanto alla chiesa si trova un cimitero, dove nel 1967 fu costruita una statua dedicata a un eroe di guerra finlandese. La chiesa ha una capienza di 550 persone.